# Mykola Špak
Mykola Špak (ukrajinsky Микола Шпак, vlastním jménem Mykola Ipolitovyč Špakivskyj (Микола Іполітович Шпаківський); 23. února 1909, Lypky – červenec 1942, Kyjev) byl ukrajinský sovětský básník, spisovatel a překladatel, partyzán během sovětsko-německé války.

## Život a dílo
Narodil se 23. února 1909 v Lypkách Kyjevské gubernie v chudé rodině šlechtického původu. Po ukončení místní školy studoval v Kyjevě a Záporoží. Své první básně začal publikovat v novinách a časopisech. Později v různých letech pracoval v Kyjevě, Charkově a Záporoží. V letech 1931–1932 sloužil v Rudé armádě, stal se důstojníkem. V roce 1934 byl přijat do Svazu spisovatelů Ukrajiny.
Se začátkem sovětsko-německé války mluvil v rozhlase, pracoval v korespondenci. Účastnil se bitvy o Kyjev, kde byl zajat, ale později uprchl. V Žytomyrské oblasti zorganizoval partyzánskou odbojnou skupinu, cvičil bojovníky. Po neúspěchu teto organizace se přestěhoval do Kyjeva, aby pokračoval v boji, ale byl uvězněn a popraven gestapem na udání zrádce.
Mykola Špak psal o přírodě a vesnici, o lidech a životě, vyzýval k boji proti německým okupantům, skládal dětské pohádky. Také psal v próze a překládal z různých jazyků. Za autorova života vyšlo pět jeho sbírek:
- 1933 — Raport narkomu
- 1934 — Na hlídce
- 1936 — Moje láska
- 1938 — Bohatství
- 1940 — Síla zemská

V dnešní době v Kyjevě a Lypkách existují ulice Mykoly Špaka.